# Avesnes-le-Sec
Avesnes-le-Sec è un comune francese di 1 366 abitanti situato nel dipartimento del Nord nella regione dell'Alta Francia.

## Società

### Evoluzione demografica
Abitanti censiti